# Scuticaria okinawae
Scuticaria okinawae är en fiskart som först beskrevs av Jordan och Snyder, 1901.  Scuticaria okinawae ingår i släktet Scuticaria och familjen Muraenidae. Inga underarter finns listade i Catalogue of Life.